# Lajos Petri
Lajos Petri (Szeged, 8 juni 1884 - Boedapest, 26 augustus 1963) was een Hongaars beeldhouwer. 

## Biografie
Hij werd  in 1884 als Lajos Pick geboren. Zijn gezin was de eigenaar van de beroemde Salami Fabriek Pick, die door Márk Pick in 1869 opgericht werd. Na het halen van het baccalaureaat, Petri begon rechten in Boedapest te studeren.In diezelfde periode luisterde hij naar de lezingen van de kunsthistoricus en kunstcriticus Gyula Pasteiner (1846–1924), van de filosoof, estheet en theatercriticus Bernát Alexander (1850–1927) en van de literatuurhistoricus Gusztáv Heinrich (1845–1922). Gedurende deze tijd was hij meer geïnteresseerd in atletiek dan in kunst. Na hij twee rigorosa afgelegd had, zette hij het derde jaar van zijn rechtenstudie in  Berlijn voort, waar hij de lezingen van du Bois-Reymond en van de Zwitserse kunsthistoricus Heinrich Wölflin (1864–1945) bezocht. In mei 1907 behaalde hij de graad in de rechten en was gerechtigd de titel doctor te voeren. Diezelfde week nam de weduwe van de schilder Sándor Bihari (1855–1906) hem naar het atelier van de beeldhouwer Eduard Telcs (1872–1948) en hij werd en leerling van hem. Een tijd lang woonde hij in Brussel, waar hij om zijn portretten bekend werd. Petri beschreef zijn mening over de portret als volgt:
De gelijkenis tussen het portret en het model is geen eenvoudig ding. De beeldhouwer kan niet creëren deze gelijkenis uitsluitend door de objectiviteit van de nauwkeurige observatie. Wat men echt nodig heeft is begrip en liefde, interesse in het model, zich bijna geheel te identificeren met de gedachten en emoties van het model. Egocentrische en hoogmoedige mensen, die gebrek aan deze dingen hebben, zullen nooit bekwaam zijn een goed portret te creëren, niet eens van diegenen die zij liefhebben [...] Ik moet hier benadrukken dat er een enorme verwarring is wat de schoonheid van de model en de schoonheid van de sculptuur betreft. Deze twee worden altijd met elkaar verward. De beeldhouwer kan een kitschige sculptuur van een mooi en jong meisje creëren, en daarentegen kan hij een echt meesterwerk van een oude vrouw maken, die niet mooi is. Woorden schieten tekort om te veroordelen all wat is slechts verfraaiing, cosmetiek; van de mode overgenomen werd, is slechts de vermindering van de schoonheid van de vrouw op het niveau van een serieele uiterlijk, op het niveau van een modetype. Daartentegen is de grootste waarde de versterking van alle kenmerken van een gezicht. Degenen die kunnen de schoonheid van de model waarnemen, kunnen niet precies die dingen begrijpen, die uitsluitend kuns kan bemiddelen voor onze wereld van kennis.

## Werken (selectie)
1. Zoltán Kodály (1908, gips)

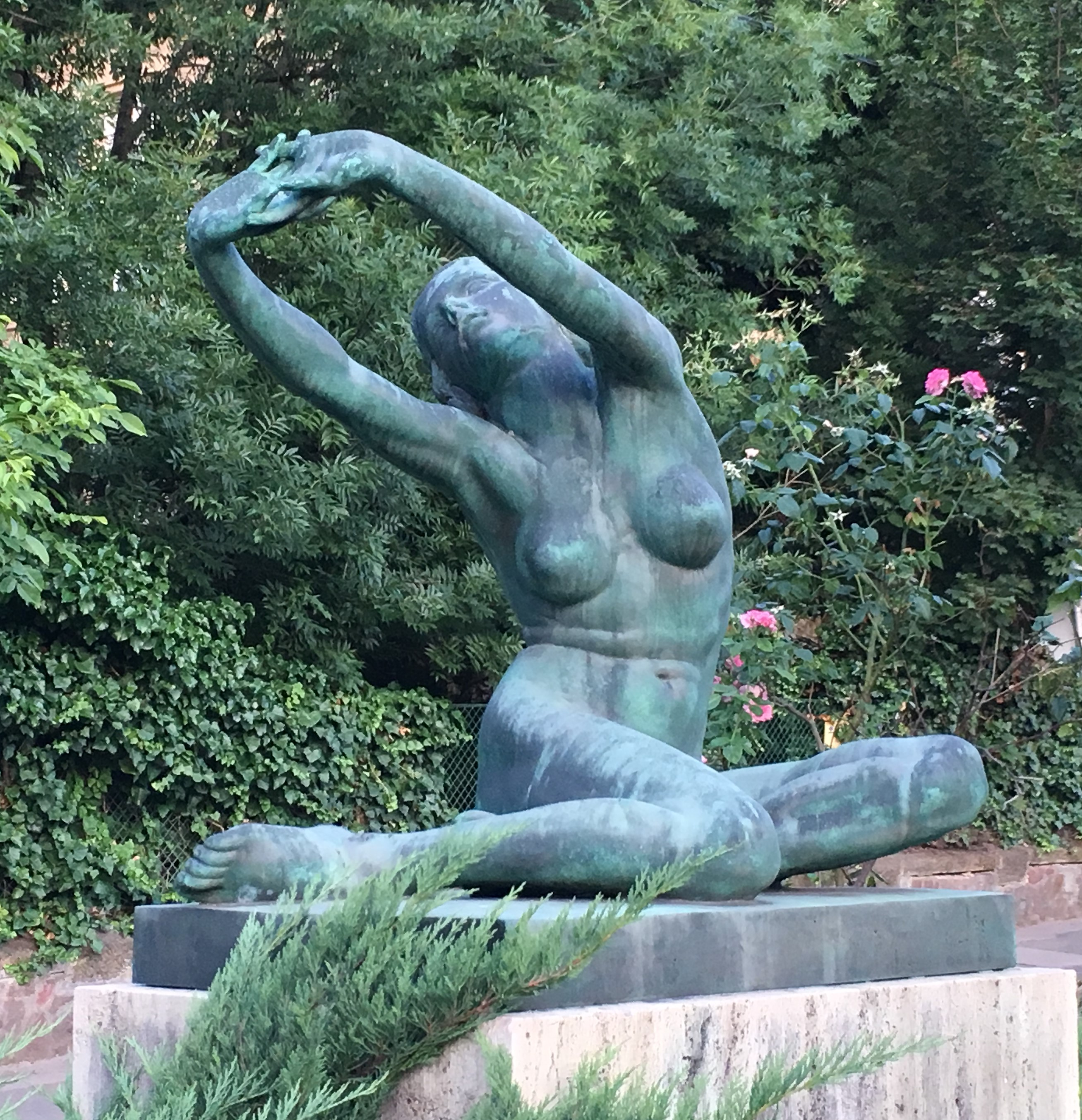
Beeld in Boedapest uit 1937

2. Badend meisje, Fürdőző leány (1909, brons)
3. Jong meisje, Fiatal leány (1909, marmer)
4. Portret van Gyula Juhász (1883–1937), Hongaars dichter (1909, steen, Szeged)
5. Vrouwelijk naakt, Akt (1910, gips)
6. Aan de start, Startoló (1910, brons)
7. Leven, Élet (1912, gips)
8. Miss G. W. (1912, gips)
9. Melisande (1914, brons)
10. Torso (1914, brons)
11. Dansend meisje, Táncoló lány (1911)
12. Portret van Lajos Károlyi (1915, brons)
13. Portret van een Jong meisje (1916, gips)
14. Zonsopgang, Napkelte (1925)
15. Triestheid, Bánat (1925)
16. Gedenkmonument van de Zevenburgse Huzaren, 2-es Huszárok Emlékműve (1935, brons)
17. Jacob met de engel, Jákob és az angyal